# Material circulante no Metropolitano de Londres 1972

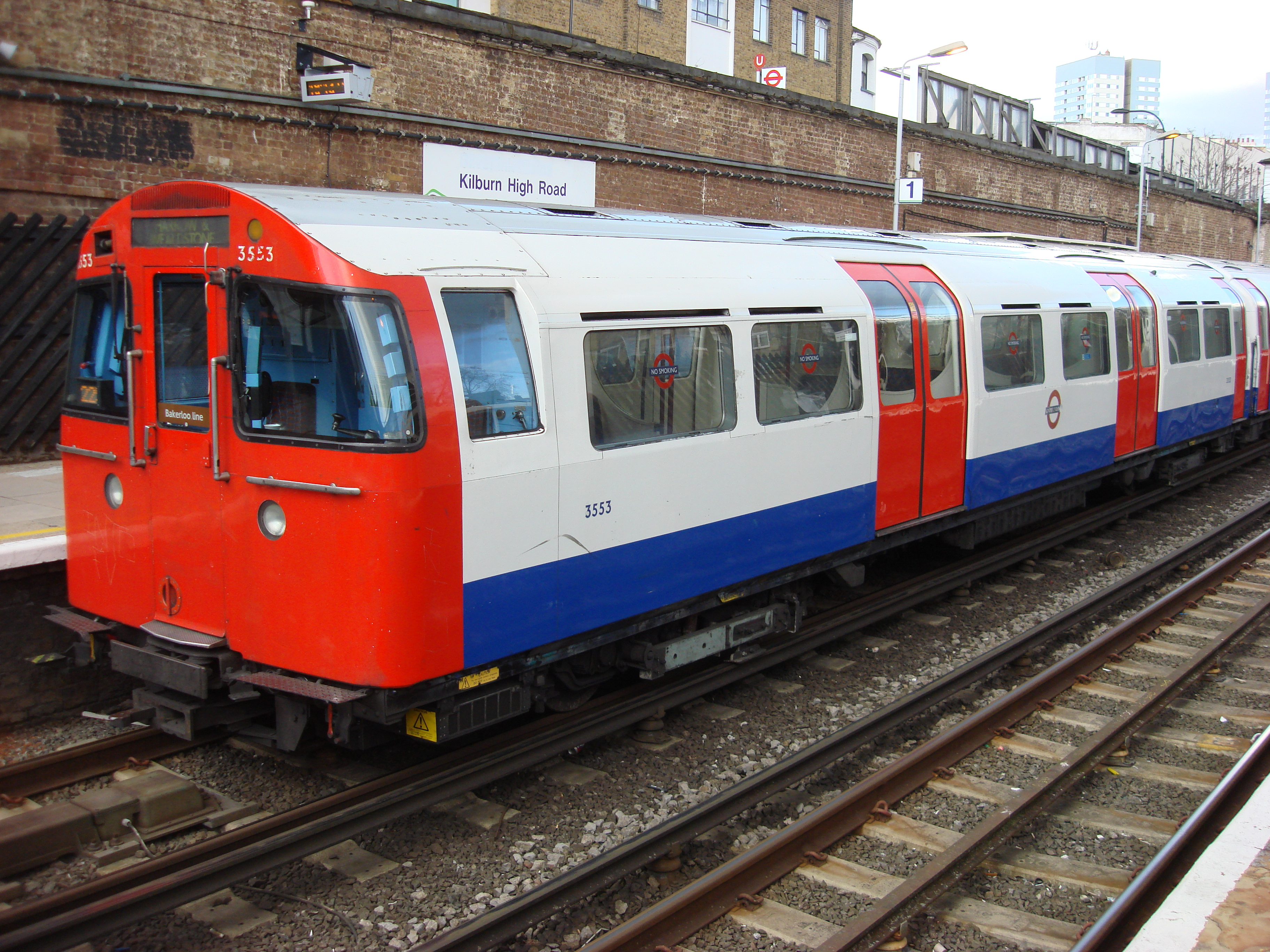
Carruagem de 1972

O Material circulante no Metropolitano de Londres 1972 foi posto ao serviço no Metropolitano de Londres em 1972, e continua ao serviço na Bakerloo line até hoje.